# Каунаська ГЕС
Каунаська ГЕС — гідроелектростанція на півдні Литви, найпотужніша ГЕС в країні (без урахування ГЕАС).
На південно-східній околиці Каунасу спорудили земляну греблю висотою 48 метрів, товщиною від 21 до 51 метра, яка перекрила річку Німан та створила водосховище із площею поверхні 63,5 км2 і об'ємом 462 млн м3.При цьому було вийнято 5 млн м3 ґрунту та відсипано споруди об'ємом 3,5 млн м3. Також будівництво потребувало 252 тис. м3 бетону, зокрема з нього виконано центральну частину греблі, де влаштовано три водопропускних шлюзи та розміщений машинний зал.
Основне обладнання станції становлять чотири турбіни типу Каплан, які працюють при напорі 20,1 метра. При введенні станції в експлуатацію у 1959—1960 роках її потужність становила 90 МВт. У другій половині 2000-х компанія Alstom провела комплексну модернізацію, після чого потужність ГЕС вказується на рівні 100,8 МВт.
Видача продукції відбувається по ЛЕП, що працює під напругою 110 кВ.
Водосховище станції виконує роль нижнього резервуару для ГАЕС Круоніс.